# Gainas
Gainas var en ambitiøs gotisk soldat, som gjorde tjeneste i først den romerske og - efter rigets deling - i den østromerske hær. Han tjente under kejserne Theodosius I og Arcadius og nåede at blive magister militum (general) inden karrieren fik en brat afslutning.

## Militær karriere

### Under kejser Theodosius
Gainas hørte ikke til de ledende gotiske klaner, og da han blev lejesoldat i den romerske hær, startede han som almindelig fodfolks-soldat. Han steg i graderne, og da Theodosius kæmpede mod modkejseren Eugenius, var det Gainas, der havde kommandoen over de mange gotiske tropper i det hårdt vundne slag ved Frigidus i 394. På det tidspunkt havde han som en af sine undergivne den lovende unge officer Alarik.

### Under kejser Arcadius
Den magtfulde kejser Theodosius døde året efter slaget ved Frigidus, og riget blev delt i to, som han havde ønsket det, med sønnerne Arcadius og Honorius som kejsere. Begge var meget unge, og i vestriget tog Stilicho straks over som reel regent. Den tilsvarende plads i det Østromerske rige - hvor Gainas gjorde tjeneste - havde præfekten Rufinus udset sig. Nogle af de gotiske tropper var imidlertid stærkt utilfredse med den måde, de var blevet ledet på af romerne, og de valgte Alarik som deres leder og begyndte at hærge i det nuværende Grækenland. Gainas kom imidlertid med i en rævekage udtænkt af hoffets chef Eutropius. Stilicho og Gainas var i første omgang draget fra Italien mod Alariks tropper, men Stilicho fik ordre om at forlade østriget og Gainas blev kaldt tilbage til Konstantinopel i november 395. Her gjorde Gainas og hans folk kort proces med Rufinus, og det fortælles, at hans hoved blev hugget af og båret på en stage gennem byen.
Gainas' belønning bestod i en udnævnelse til magister militium for en af østrigets militære regioner. Han blev kaldt i kamp igen i 399, hvor en gruppe goter i Lilleasien gjorde oprør. De havde fået lov til at bosætte sig i 386, men traditionen tro på så barske vilkår, at de knapt kunne leve af det. Da de hørte om Alariks bedrifter, gjorde de oprør under ledelse af deres høvding Tribigild. Den første kejserlige hær blev overvundet, og da Gainas ankom, valgte han at forhandle med dem. Gainas sendte besked til Arcadius om, at goterne var for stærke til at møde i åben kamp, men at oprørne kun havde få krav, heriblandt at Eutropius skulle afsættes. Gainas var igen med i et politisk spil: Eutropius havde i 399 sørget for at blive udnævnt til consul, og det fik mange romere til at se rødt, for han var af slaveslægt og i tilgift eunuk. Arcadius tøvede med at afsætte ham, men kejserinde Eudoxia greb ind og fik gennemtrumfet beslutningen. Eutropius flygtede og blev senere henrettet.
Da Gainas kom retur til Konstantinopel i april 400, var han i praksis rigets nye regent, og tilværelsens hårde realiteter indhentede ham hurtigt. Tjenesten som soldat havde ikke forberedt ham på de udfordringer, der lå i at styre en by med omkring 300.000 indbyggere - for slet ikke at tale om et helt kejserrige. Stemningen vendte sig hurtigt imod Gainas og de øvrige goter, der ganske vist var kristne, men af den arianske retning, som mange af byens indbyggere anså for at være kættersk. I juli 400 brød der optøjer løs i byen - kejserinde Eudoxia pustede efter sigende til ilden - og Gainas valgte at føre den gotiske del af hæren og deres familier ud af byen. De fleste nåede ud, men borgerne smækkede portene i, og det siges, at 7.000 gotere blev myrdet. Gainas forsøgte at føre sine tropper tilbage til de andre goter i Lilleasien, men hans improviserede flåde blev standset af kejserlige flådestyrker under en anden goter, Fravitta, der var loyal over for kejseren. Gainas drog herefter nordpå, op gennem Balkan, for at skaffe land og brødføde sine folk på den anden side af Donau, i det nuværende Rumænien. Her blev de imidlertid mødt af hunnerne, med høvdingen (kongen) Uldin i spidsen. Efter et par slag blev Gainas nedkæmpet og dræbt i slutningen af år 400. Som en gestus sendte Uldin hans afhuggede hoved til kejser Arcadius. I Konstantinopel var der stor glæde over udfaldet af opgøret med goterne, og kejseren sørgede for, at der blev opsat en stor sejssøjle, som stod i byen i over 1.000 år.

## Litterært aftryk
Gainas' magtovertagelse inspirerede adelsmanden Synesius af Cyrene til at skrive Den Egyptiske fortælling (engelsk link) Arkiveret 31. december 2012 hos  Wayback Machine, hvor geografien ganske vist er ændret, men hvor meningen ikke er til at tage fejl af. Synesius, der repræsenterede den anti-gotiske del af den romerske adel, skrev også talen Om kejserstyret (engelsk link) Arkiveret 3. april 2013 hos  Wayback Machine.